# Megradina
Megradina festiva là một loài châu chấu thuộc chi đơn loài Megradina, được phát hiện tại Việt Nam. Chi này thuộc họ Pyrgomorphidae, phân họ Orthacridinae, tông Nereniini. Chi này có quan hệ gần gũi với chi Megra phân  bố ở New Guinea.
Megradina festiva là một loài châu chấu cỡ trung bình, đầu to, đầu có chấm nhỏ và thân hình thon dài. Chiều dài thân có thể đạt đến 25,8 mm (1,0 in) đối với con đực và 45 mm (1,8 in) đối với con cái. Mẫu định danh của loài này là một cá thể đực được Andrey Vasil'evich Gorochov thu thập tại Tây Nguyên vào năm 1995.